# Blumen ohne Duft
Blumen ohne Duft (englischer Originaltitel: Beyond the Valley of the Dolls) ist ein US-amerikanischer Spielfilm aus dem Jahr 1970. Er war die erste Arbeit von Russ Meyer als Regisseur für ein großes Hollywoodstudio. Der Film  stellt den  Aufstieg und den Fall einer Mädchen-Rockband dar, wobei er sich thematisch an Jacqueline Susanns Roman Das Tal der Puppen und den gleichnamigen Film von 1967 anlehnt, ohne jedoch auf die typischen Elemente vorheriger Russ-Meyer-Filme zu verzichten: Drehbuchautor Roger Ebert beschreibt den Film als „Camp-Sexploitation-Horror-Musical, das in einem Vierfach-Ritualmord und in einer Dreifachhochzeit endet“. Der Film wurde von der Kritik verrissen, stellte sich jedoch als Publikumserfolg heraus.

## Handlung
Die Rockgruppe The Kelly Affair besteht aus den drei Mädchen Kelly, Casey und Petronella. Harris, der junge Manager der Band, ist mit Kelly befreundet. Die Band erhält eine Einladung nach Hollywood und reist mit dem Auto quer durch die USA nach Kalifornien. Als Kelly in Los Angeles ihre Tante Susan, die Chefin eines Fotostudios, besucht, erfährt sie, dass sie einen Anteil an einer Familienerbschaft in Höhe von mehreren Hunderttausend Dollar bekommen kann. Susans Anwalt, der zwielichtige Porter, ist jedoch dagegen, dass das junge Mädchen das Geld erbt, und möchte gerne seine Klientin Susan als Alleinerbin sehen.
The Kelly Affair werden zu einer Party des Musikproduzenten Ronnie „Z-Man“ Barzell eingeladen, bei der die Rockgruppe Strawberry Alarm Clock spielt. Auf der Party lernen die Mädchen und ihr Manager Harris unter anderem die Pornodarstellerin Ashley St. Ives und den narzisstischen Schauspieler Lance kennen. Während Ashley mit Harris flirtet, knüpft Petronella Kontakt zum Jurastudenten Emerson. Casey schließlich erweckt das Interesse der lesbischen Modedesignerin Roxanne. The Kelly Affair werden auf die Bühne gebeten und begeistern mit ihrem Vortrag die Zuhörer. Musikproduzent Z-Man gibt den Mädchen einen Plattenvertrag und verleiht ihnen den neuen Namen The Carrie Nations. Die Band kann bereits nach kurzer Zeit große Erfolge feiern.
Nach einem Konzert der Carrie Nations verführt Ashley Harris in ihrem Rolls-Royce. Kelly schläft mit dem Schauspieler Lance, der ihr einredet, ihr stünde ein weit größerer Anteil des Erbes zu. Lance erhofft sich, so letzten Endes selbst an das Geld zu kommen, denn seinen Lebensunterhalt bestreitet er hauptsächlich damit, sich von reichen Damen aushalten zu lassen. Unterdessen sind Petronella und der Student Emerson zusammen glücklich und schlafen miteinander. Susans Anwalt Porter intrigiert ohne das Wissen von Susan gegen Kelly und will sie mit einem Betrag von 50.000 Dollar abspeisen. Kelly jedoch gelingt es, Porter zu verführen, um ihn vorerst von seinen Plänen abzuhalten.
Z-Man gibt erneut eine Party, bei der Susan ihrer alten Liebe Baxter begegnet. Die beiden verlieben sich erneut ineinander. Susan entlässt wütend ihren Anwalt Porter, nachdem sie herausgefunden hat, dass er Kelly hintergehen wollte. Während der Boxer Randy mit der einsamen Petronella flirtet, da deren Freund Emerson mit dem Studium beschäftigt ist, gibt Ashley Harris den Laufpass und wendet sich Lance zu. Der eifersüchtige Harris verwickelt Lance in eine Schlägerei.
Harris sucht Trost bei Casey, die inzwischen tablettensüchtig ist. Auf ihren Rat hin nimmt er ebenfalls Beruhigungstabletten, doch am nächsten Morgen setzt sie ihn vor die Tür, weil er sich in der Nacht an ihr vergangen hat. Emerson erwischt Petronella und den Boxer Randy in flagranti in Bett, es kommt zu einer Auseinandersetzung zwischen den beiden, bei der Emerson verletzt wird. Bei einem Fernsehauftritt der Carrie Nations stürzt sich der verzweifelte Harris von der Beleuchterbühne und zieht sich dadurch eine Querschnittlähmung zu. Casey, die schwanger von Harris ist, treibt das Kind auf Anraten ihrer Freundin, der Modedesignerin Roxanne, ab. Randy will Petronella nicht aufgeben und sucht sie und Emerson auf. Petronella kann Randys aggressives Verhalten nur mit einem Messer stoppen.
Z-Man lädt zu einer Kostümparty ein. Er selbst geht als Superwoman, während Lance als Tarzan verkleidet wird. Unter dem Einfluss von Peyote und Haschisch entwickelt sich eine Sexorgie. Roxanne und Casey schlafen miteinander. Z-Man will Lance verführen und gibt ihm zu erkennen, dass er in Wirklichkeit eine Frau ist, indem er seine Brüste entblößt. Lance verhöhnt Z-Man, worauf er/sie so wütend wird, dass er/sie Lance mit einem großen Schwert enthauptet. Z-Mans nächstes Opfer wird sein/ihr deutscher Diener Otto, den er/sie am Strand mit dem Schwert durchbohrt. Danach erschießt Z-Man die schlafende Roxanne. Casey kann telefonisch ihre Freunde um Hilfe rufen. Kelly, Petronella, Emerson eilen mit dem querschnittgelähmten Harris zu Z-Mans Haus, doch als sie ankommen, ermordet Z-Man auch Casey. Den Freunden gelingt es, Z-Man zu stellen und zu töten. Durch die schockierenden Ereignisse erfährt Harris eine Spontanheilung: Er kann wieder gehen.
Ein Kommentar aus dem Off, der vor den Gefahren des Showbusiness für junge Leute warnt, führt zum Epilog des Films. Es wird eine Dreifachhochzeit gefeiert, bei der Kelly letzten Endes doch Harris, Petronella ihren Emerson und Susan ihre alte neue Liebe Baxter heiratet.

## Entstehungsgeschichte

### Drehbuch und Vorproduktion
Im Zuge der Krise der Filmwirtschaft Ende der 1960er Jahre musste sich auch die 20th Century Fox Gedanken über eine Verbesserung der Ertragssituation machen. Das Studio litt immer noch unter dem finanziellen Desaster von Cleopatra im Jahr 1963 und hatte zuletzt in teure, aber erfolglose Musikfilme wie Star! (1969) und Hello, Dolly! (1969) investiert. Ein mögliches Filmprojekt zu dieser Zeit war eine Fortsetzung des Films Das Tal der Puppen. Fox hatte sich die Rechte am Titel Beyond the Valley of the Dolls gesichert und mehrere Drehbuchfassungen in Auftrag gegeben, an denen auch die Autorin Jacqueline Susann mitarbeitete, doch es kam zu keinem zufriedenstellenden Ergebnis. Richard D. Zanuck wurde auf Russ Meyer, der gerade mit seinen preisgünstig und unabhängig produzierten Sexfilmen Ohne Gnade – Schätzchen (Vixen!, 1968) und Megavixens (Cherry, Harry and Raquel!, 1969) Erfolge an der Kinokasse feierte, als möglichen Regisseur dieses Projekts aufmerksam.

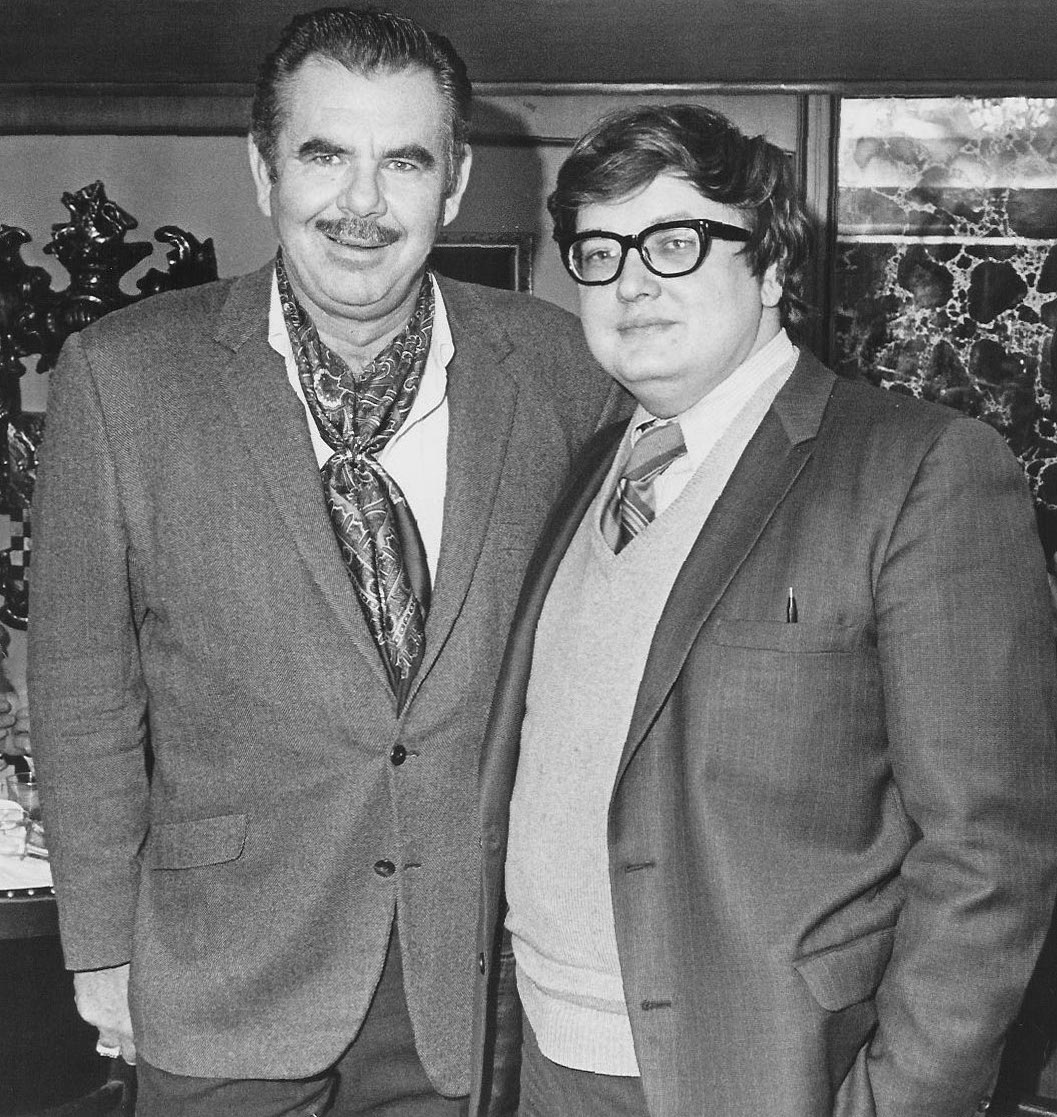
Russ Meyer (links) und Roger Ebert (rechts) im Jahr 1970

Meyer bekam einen Vertrag bei Fox und war somit das erste Mal in seiner Karriere Angestellter eines großen Hollywood-Studios. Für den Film, von dem bislang nur der Titel feststand, sollte Meyer ein Honorar von 90.000 Dollar und eine zehnprozentige Gewinnbeteiligung erhalten. Meyer bezog ein Büro bei Fox und engagierte als Drehbuchautor den jungen, bislang relativ unbekannten Filmkritiker Roger Ebert. Der Regisseur hoffte, der zwanzig Jahre jüngere Ebert könne ein Drehbuch auf die Mentalität eines jungen Publikums abstimmen, das sich zu dieser Zeit von den behäbigen Großproduktionen abwandte und eher persönlichen, ihrem eigenen Lebensgefühl entsprechenden Filmen wie Easy Rider (1969) zusprach. Frasier merkt dazu an: „Eberts größter Beitrag zum Film war zweifellos seine Jugend. Er kannte den Jargon der Subkultur der späten 1960er-Jahre.“
Ebert nahm sich eine Auszeit bei seinem Arbeitgeber, der Chicago Sun-Times, und arbeitete zunächst mit Meyer in zehn Tagen ein Treatment aus, für das die beiden ein Honorar von 5000 Dollar erhielten. Auf der Basis dieses Treatments bekamen sie von Fox grünes Licht, ein Drehbuch zu erstellen. Nach sechswöchiger Arbeit konnten die beiden ein fertiges Skript präsentieren, für das Ebert 25.000 Dollar Honorar erhielt.
Ursprünglich sollte Barbara Parkins ihre Rolle als Anne Welles aus Das Tal der Puppen in Beyond the Valley of the Dolls wiederholen, doch der Plan scheiterte an zu hohen Gagenforderungen. Meyer griff für die Besetzung auf viele seiner Stammschauspieler zurück, von denen keiner mehr als 500 Dollar Wochengage erhielt. Als einzige bei Fox angestellte Schauspielerin wirkte Edy Williams mit und erhielt eine entsprechend höhere Gage. Als Hauptdarstellerin engagierte Meyer Dolly Read, die im Mai 1966 als Playmate im Playboy zu sehen gewesen war. Auch ihre Kollegin Cynthia Myers war ein Playmate und im Dezember 1968 in dem Magazin zu sehen gewesen. Die Besetzung für die Mädchenband wurde durch Marcia McBroom, ein beliebtes afroamerikanisches Fotomodel komplettiert. Insgesamt erhielten 55 Schauspieler eine Erwähnung in den Credits, eine ungewöhnlich hohe Zahl zur damaligen Zeit.

### Produktion und Nachproduktion
Das Filmbudget für Beyond the Valley of the Dolls betrug 1.300.000 Dollar, jedoch blieben für den eigentlichen Filmdreh nur etwa 700.000 Dollar übrig; den Rest hatten bereits die Kosten für die Namensrechte und die ursprünglichen Drehbuchfassungen verschlungen. Trotzdem konnte Meyer damit auf eine Summe zurückgreifen, die ein Vielfaches der Budgets seiner Vorgängerfilme betrug. Die Dreharbeiten begannen am 2. Dezember 1969 und dauerten 55 Drehtage. Gedreht wurde aus Sparsamkeitsgründen hauptsächlich an bestehenden Sets früherer Filme auf dem Fox-Studiogelände. Für einige Einstellungen – etwa die Szenen, die das Stadtbild von Los Angeles in einer schnellen Montage porträtierten – setzte sich Meyer über die strengen gewerkschaftlichen Regelungen der amerikanischen Filmindustrie hinweg und drehte sie nur zusammen mit einem Assistenten am Wochenende.
Meyer wirkte auf die Beteiligten während der Dreharbeiten sehr gestresst und leicht reizbar; offensichtlich machte ihm der Druck der Hollywood-Produktion zu schaffen. Besonders die unerfahrene Hauptdarstellerin Dolly Read litt unter den hohen Leistungsanforderungen Meyers und musste sogar aufgrund der Strapazen der Dreharbeiten zwischenzeitlich in ein Krankenhaus eingewiesen werden. Auch der lichtsetzende Kameramann Fred J. Koenekamp – ein renommierter Künstler, der im Folgejahr für Patton seine erste Oscar-Nominierung erhielt – berichtet von den strengen Qualitätsansprüchen Meyers, der ihn immer wieder ermahnte, sorgfältiger zu fokussieren, um die gewünschten gestochen scharfen Bilder zu erhalten.
Obwohl die Produktionsliste zwei offizielle Filmeditoren ausweist, schnitt Meyer den Film größtenteils selbst. Zanuck war mit dem Ergebnis von Meyers Arbeit sehr zufrieden. Bereits im Februar 1970 erhielt Meyer einen Vertrag über drei weitere Filme für die Fox. Zur Enttäuschung von Meyer und Fox erhielt Beyond the Valley of the Dolls von der Motion Picture Association of America ein X-Rating. Meyer hatte gehofft, ein R-Rating zu erhalten, um den Film auch einen jugendlichen Publikum zugänglich machen zu können. Zu diesem Zweck hatte Meyer auf frontale Nacktdarstellungen und die Präsentation expliziter Sexualität im Film verzichtet. Meyer wurde dreimal bei der MPAA vorstellig, um eine mildere Altersfreigabe zu erhalten, doch er hatte damit keinen Erfolg. McDonough vermutet, dass die Gründe für die strenge Jugendschutzfreigabe einerseits in der gezeigten Gewalt, anderseits auch in der Person Meyers selbst zu suchen sind: Dem als „Schmuddelfilmer“ bekannten Meyer wollte die Organisation keinerlei Zugeständnisse machen.
Im Juni 1970 versuchte Jacqueline Susann, die Veröffentlichung des Films gerichtlich verbieten zu lassen, denn sie sah Beyond the Valley of the Dolls nicht deutlich genug von ihrem eigenen Werk abgegrenzt und fürchtete um ihren Ruf. Ihre Klage scheiterte. Kurz vor Veröffentlichung des Films heiratete Meyer Edy Williams, die Darstellerin der Ashley. Diese dritte Ehe Meyers hielt bis 1975.

## Rezeption

### Veröffentlichung und zeitgenössische Kritik
Beyond the Valley of the Dolls feierte seine Premiere am 17. Juni 1970 im Panatges Theatre in Hollywood. Begleitend zum Filmstart brachte der Playboy in seiner Juliausgabe 1970 eine neunseitige Farbstory über den Film und die Darstellerinnen. Trotz anfänglicher Probleme mit der Zensur in Maryland, New Jersey und Utah kam Beyond the Valley of the Dolls landesweit in die Kinos. Der Film wurde sofort ein Publikumserfolg und befand sich bereits in der Woche vom 29. Juli auf Platz 1 der Variety-Charts.
Die Kritik äußerte sich negativ bis vernichtend über Meyers Film. The Austin American schrieb am 21. Juli 1970, Beyond the Valley of the Dolls sei „eine Sauerei, ein Desaster, ein Stinker, der grässlichste aller grässlichen Filme“. Terry Kay verband am 14. Juli 1970 im Atlanta Journal sein Urteil, Meyers Werk sei „ein vulgärer, geschmackloser und komplett abstoßender Film“, mit dem Ruf nach Zensur. Stanley Kauffman urteilte im The New Republic, Beyond the Valley of the Dolls sei „völliger Dreck“, der „zwischen Müll und Obszönität“ schwanke. Variety merkte an, der Film sei „so lustig wie ein brennendes Waisenhaus“; The National Observer resümierte, er sei „so erotisch wie eine Dosis Salpeter“.
Differenzierter äußerten sich nur wenige Kritiker, etwa Paul D. Zimmermann, der am 6. Juli 1970 in Newsweek den Film als „die aufwändigste Masturbationsphantasie seit Hugh Hefner begann, seinen Oben-ohne-Hedonismus zu vermarkten“ beschrieb, aber gleichzeitig auch Meyer Puritanismus vorwarf, da dieser konsequent auf die Darstellung frontaler Nacktheit verzichtet hatte. Vincent Canby erkannte am 27. Juni 1970 in der New York Times die Qualitäten des Films als Parodie, lobte einige witzige Stellen und bedauerte, dass Meyer die Darstellungen von Nacktheit gegenüber seinen früheren Filmen zurückgefahren habe.
Lob über den Film war seitens der Kritiker sehr selten: Hank Arlecchino etwa bezeichnete am 13. Juli 1970 in Screw den Film als eine „brillante und unglaublich lustige Parodie auf den Exploitation-Film“.
Beyond the Valley of the Dolls wurde 1970 bei der Berliner Synchron GmbH unter dem Titel Blumen ohne Duft synchronisiert. Für das Synchronbuch zeichnete Gerhard Vorkamp verantwortlich; Synchronregie führte Dietmar Behnke. In den bundesdeutschen Kinos startete der Film am 11. Dezember 1970. Auch in der deutschsprachigen Presse überwogen die negativen Kritiken. Der Spiegel urteilte zum Beispiel am 4. Januar 1971 über den Film, das „verkrampfte Machwerk“ sei weder „eine Satire auf Sexwelle und -film“ noch „ein Dokument einer bürgerlichen Subkultur wie die früheren Meyer-Filme“, sondern vielmehr „die Visitenkarte eines auf den Hund gekommenen Hollywood-Establishments“.

### Nachwirkung
Beyond the Valley of the Dolls spielte im ersten Jahr mehr als fünf Millionen Dollar ein; im Januar 1979 waren es bereits 6,8 Millionen Dollar. 1975 reichte Irving Mansfield, der Witwer der inzwischen verstorbenen Jacqueline Susann, Klage gegen die Fox ein. Er forderte zwei Millionen Dollar Schadensersatz, weil seiner Meinung nach Beyond the Valley of the Dolls nicht deutlich genug von Susanns Werk abgegrenzt wurde und somit ihren Ruf schädigte. Fox und Mansfield einigten sich in einem außergerichtlichen Vergleich, nach dem das Studio dem Kläger eine Summe von 1.425.000 Dollar zahlte.
Frasier urteilt im Rückblick über die Veröffentlichungsgeschichte von Beyond the Valley of the Dolls: „20 Jahre später ist es schwierig zu verstehen, warum Beyond the Valley of the Dolls einen solchen Aufruhr erzeugte, sogar wenn man die Zeitumstände einrechnet.“ Der Film war – neben Myra Breckinridge – Mann oder Frau?, ebenfalls eine Fox-Produktion – einer der ersten Filme eines großen Studios, der das X-Rating bekam. Diese Filme markierten unter großer Anteilnahme der Öffentlichkeit den Übergang zu einem freizügigeren Umgang mit „Erwachsenenthemen“ wie Sex und Gewalt im Film, infolgedessen auch Hardcore-Pornografie in Kinos gezeigt wurde – eine Entwicklung, der Meyer stets ablehnend gegenüberstand.
Im Laufe der Jahre begeisterte sich eine feste Anhängerschaft für den Film, und sein Kultcharakter wurde gelegentlich referenziert, etwa in Paul Mazurskys Willie & Phil, in dem sich die Protagonisten auf einem LSD-Trip Beyond the Valley of the Dolls im Kino ansehen. Mike Myers gibt an, Beyond the Valley of the Dolls sei eine seiner größten Inspirationen für seine Austin-Powers-Reihe gewesen. Die Fox zierte sich lange, den Film erneut zu vermarkten, brachte ihn zum Beispiel auch nicht auf Video heraus. Erst nach einer erfolgreichen Wiederveröffentlichung im Kino 2003 folgte die Veröffentlichung einer reichhaltig ausgestatteten DVD des Films, erst für den US-amerikanischen, dann auch für den europäischen Markt.
Russ Meyer hielt den Film für seine beste Arbeit. So bezog er sich auf Beyond the Valley of the Dolls, als er 1977 erklärte: „Der ultimative Meyer-Film ist schon gedreht worden.“ Unterstützung bekommt Meyer von John Waters, der Beyond the Valley of the Dolls hinter seinem Lieblingsfilm Faster, Pussycat! Kill! Kill! einreiht und ihn „den lustigsten Film, der je gedreht wurde“ nennt.

## Filmanalyse

### Inszenierung

#### Visueller Stil
Frasier stellt fest, der Inhalt des Films sei maßgeblich von Ebert geprägt, während der visuelle Stil „purer Meyer“ sei, „was besonders in der Montagesequenz […], die einander entgegengesetzte Tugenden und Laster Hollywoods präsentiert“, deutlich werde. Diese rasant geschnittene Montage aus Stadtansichten, blitzlichtartigen Präsentationen städtischen Lebens und nackten weiblichen Brüsten wird von Bev Zalcock als „Sequenz aus assoziativen Bildschnitten und experimenteller Kameraarbeit“ bewertet.
Neben solchen experimentell anmutenden Einsprengseln war Meyer bemüht, dem Film einen möglichst hochwertigen, auf Hochglanz polierten Look zu geben. Stu Philips äußert sich zum High-Key-Stil des Films, Meyer habe die Beleuchtung in jeder Szene so gesetzt, „als wären dort 89 Suchscheinwerfer“, was dem Film eine Optik „wie in einem Comicstrip“ verliehen habe. Auch Ebert, dem Frasier ein „beinahe enzyklopädisches Wissen über cinematische Klischees“ bescheinigt, prägte den Film durch visuelle Ideen: Bereits im Drehbuch legte er etwa fest, dass die Szene, in der die Kamera den im Gebälk des Studios befindlichen suizidären Harris entdeckt, als Hommage an die Opernhaussequenz in Citizen Kane gedreht werden sollte. Statt einer langen Kamerafahrt wurde aber aus Kostengründen ein Zoom eingesetzt.

#### Dramaturgie
Nick Yanni bescheinigte Meyer in seiner Kritik im Motion Picture Herald vom 15. Juli 1970 bezüglich der Dramaturgie des Films eine „Holzhammer-Herangehensweise“. Meyer stürze sich „in halsbrecherischem Tempo in die Action, schnell und eklektisch zwischen den Szenen hin und her schneidend, ohne wahrnehmbare erzählerische Absicht“. Ebert analysiert, dass Meyers Verzicht auf klassische Erzählformen in seiner künstlerischen Haltung begründet sei, seine Geisteshaltung habe „weniger mit Hugh Hefner zu tun als mit den Surrealisten. Unwahrscheinlichkeit war kein Hindernis, Kontinuität kein Muss.“
Besonders deutlich werden Meyers dramaturgische Eigenarten zum Schluss des Films: Dem Gewaltakt in Z-Mans Haus folgt ein moralisierender Monolog als Voice-over zu idyllischen Bildern, der vor den Gefahren des modernen Lebens für die Jugend warnt. Im Anschluss beschließt in einer süßlichen, an die Musicalfilme der 1940er und 1950er Jahre gemahnenden Inszenierung die Dreifach-Hochzeit den Film. Zanuck war unsicher, ob ein solches dreifach gestaffeltes Ende funktionieren werde. In einem Brief vom 9. Februar 1970 verteidigt Meyer gegenüber Zanuck seine Inszenierung und betont, dass der Film „sowohl die ‚moralistische‘ Montage, als auch die Dreifach-Hochzeit braucht. Die Montage wird als notwendige ‚Pufferzone‘ zwischen dem Blutbad und dem übertriebenen Camp-Ende dienen“. Für Danny Peary ist der überdrehte Schluss des Films ein Anzeichen, dass Meyer erst während der Erstellung des Films bemerkte, wie schlecht dieser war und sich nur noch in äußerste Übertreibungen retten konnte. Für Peary signalisiert Beyond the Valley of the Dolls „den Niedergang Meyers“ und zeigt, „dass sein Talent überschätzt wurde“.

#### Musik
Gegen den Willen von Fox setzte sich Meyer durch, bei der Musik im Film mit seinen langjährigen Kollaborateuren Stu Phillips, Bill Loose und Igo Kantor zusammenzuarbeiten. Die aus deren Feder stammenden Songs wurden für den Film von der Rocksängerin Lynn Carey (Leadsängerin von der Rockgruppe Mama Lion) und Barbara „Sandi“ Robison (Leadsängerin der Gruppe The Peanut Butter Conspiracy, dessen vorheriger Bandname The Ashes war) eingesungen, die auch an den Liedern mitarbeitete. Auf dem gleichzeitig mit dem Film erschienenen Soundtrack-Album ist allerdings aus vertragsrechtlichen Gründen die Sängerin Ami Rushes als Leadstimme zu hören.
Die CD "Beyond The Valley Of The Dolls / Groupie Girl -  Original-Filmmusik, vom  Label: Screen Gold Records - SGLDCD00010,  enthält nicht die Original-Filmversionen, sondern nur die neuen Aufnahmen für die LP von 1970, mit vier Liedern, die Ami Rushes singt und zwei Liedern, die vollständig von Barbara „Sandi“ Robison gesungen werden. Aus Vertragsgründen, durfte Lynn Carey bei der LP-Einspielung nicht mitsingen, obwohl sie einige Songs mitkomponierte und textete und für die Filmversionen die Gesangsparts übernahm, zusammen mit Barbara „Sandi“ Robison. Im Film sind also die beiden zu hören, aber auf der LP von 1970 sang zum Teil Ami Rushes.
Aber auf der CD „Beyond the Valley of the Dolls“ von 2003/4, gibt es die Original-Filmversionen, mit Lynn Carey und Barbara „Sandi“ Robison als Bonustracks. Veröffentlicht vom Label Soundtrack Classics - SCL 1408 und Harkit Records - HRKCD 8032. Der Inhalt der Songs ist auf beiden CDs gleich. Beide Labels veröffentlichten auch Vinyl-Editionen mit unterschiedlichen Covers und erweiterten Songs im Vergleich zur LP von 1970. Zum ersten Mal sind alle Originalversionen von Filmliedern enthalten.
Die Originalversionen wurden von Lynn Carey und Barbara Robison eingesungen.
Auf der CD, von den Labels: Soundtrack Classics - SCL 1408 und Harkit Records - HRKCD 8032, fehlt das Lied „Once I Had Love“, das im Abspann erwähnt wird, aber im Film selbst nicht zu hören ist. Dieses wurde also nur auf der 1970er-LP und verschiedenen Nachpressungen, auf Vinyl , nur bisher hier in der Version mit Lynn Carey,  vom Label Harkit Records HRKLP 8402 und bisher nur auf der CD „Beyond The Valley Of The Dolls / Groupie Girl -  Original-Filmmusik“, vom  Label: Screen Gold Records - SGLDCD00010, in der Version mit Barbara „Sandi“ Robison veröffentlicht.
Die sechs Songs von Lynn Carey und Barbara Robison, im Original gesungen, heißen: „Find it“, „In the Long Run“, „Sweet Talkin' Candyman“, „Come with the Gentle People“, „Look On Up At the Bottom“ und „Once I Had Love“.

### Themen und Motive

#### Sexualität
Meyer präsentierte auch in Beyond the Valley of the Dolls Frauen und ihre Sexualität „überlebensgroß“ und „bis auf beinahe Wagnerianischen Extreme vergrößert“, wie McDonough anmerkt. Meyer wurde dabei nicht müde zu betonen, dass auch Drehbuchautor Ebert seine Vorliebe für voluminöse Frauen mit großen Brüsten teile. So erklärte Meyer 1979: „[Ebert] steht mehr auf Brüste, als ich mir es jemals selbst vorstellen könnte. […] Er ist absolut besessen davon“.
Meyer folgt in der Darstellung von Sexualität einem, so Frasier, „strengen Moralcode“. Frasier führt aus, einvernehmlicher Sex zwischen Mann und Frau sei stets positiv konnotiert und „die zentrale Komponente in [Meyers] Universum“, die dessen Harmonie garantiere. Wer im Film jedoch die Grenzen einer „guten“ Heterosexualität überschreite, breche damit Meyers Moralgesetze und werde bestraft. So muss die lesbische Verführerin Roxanne letztendlich sterben. Ebert lobt allerdings die Weise, wie Meyer die lesbische Liebesszene in Beyond the Valley of the Dolls inszenierte und führt aus, er empfinde diese (neben einer vergleichbaren Szene in Vixen!) als einzige wirklich erotische Arbeit in Meyers gesamtem Werk.
Noch stärker spürbar sind Meyers moralische Konventionen in der Darstellung von männlicher Homosexualität. Bevor aufgeklärt wird, dass Z-Man in Wirklichkeit eine Frau ist, mutet dessen Verlangen nach Lance für den Zuschauer als homosexuell motiviert an; seine „Strafe“ dafür findet er im gewalttätigen Ende des Films. Ebert erklärt, dass die Entscheidung, aus Z-Man schlussendlich eine Frau zu machen, ein Kunstgriff von Meyer und Ebert war, um zu vermeiden, die rein sexuell begründete Beziehung zwischen zwei Männern darstellen zu müssen. Eine solche Thematisierung erschien ihnen für einen Mainstream-Hollywoodfilm zu gewagt.

#### Gewalt
Die Verbindung von Sex und Gewalt in Beyond the Valley of the Dolls wird von der ersten Szene (einer Vorausblende als Anreisser für die Handlung) an deutlich, in der die schlaftrunkene Roxanne an dem Pistolenlauf, der ihr in den Mund gesteckt wird, Fellatio simuliert. Meyer nimmt die Stimmung der ausgehenden Hippiezeit auf, in der sich Desillusionierung mit aufkommender Gewalt paarte: Beim Altamont-Konzert der Rolling Stones starb im Dezember 1969 ein Besucher in einer Messerstecherei. Am 9. August ermordeten Mitglieder der Manson Family fünf Menschen, darunter die schwangere Sharon Tate, eine der Hauptdarstellerinnen von Das Tal der Puppen. Diese Ereignisse beherrschten wochenlang die Schlagzeilen, sodass Meyer sie in Beyond the Valley of the Dolls – laut McDonough „eine Kreuzung zwischen Charles Manson und Jacqueline Susann“ – künstlerisch verarbeitete.
Meyer griff auch eigene Erfahrungen mit gewaltbestimmten Situationen zurück, zum Beispiel in der Figur von Z-Mans deutschem Diener Otto. Der Film deutet an, es könnte sich dabei um den in die USA geflüchteten Martin Bormann handeln, eines der nachhaltigsten Feindbilder des Weltkriegsveteranen Meyer. Henry Rowland, der diese Rolle spielte, wiederholte sie in zwei weiteren Meyer-Filmen.
Das gewalttätige Filmende marginalisiere die vorher gezeigte, hippieeske Erlebniswelt und gebe dem Film eine „diabolische“ Qualität, urteilt McDonough. Beyond the Valley of the Dolls sei „ein wahrhaft nihilistischer Film, absolut zynisch gegenüber Menschlichkeit“ und somit „herausfordernd leer, ein glitzerndes, glänzendes Nichts in einem goldenen Rahmen“.

#### Satire und Parodie
Frasier stellt fest: „Meyers Periode von Parodie und Satire begann, als er 1969 bei Fox unterzeichnete, um Beyond the Valley of the Dolls zu drehen“. Meyer überzeichnete die aus seinen früheren Filmen bekannten Themen und Motive erstmals oft bis ins Absurde, etwa in den orgiastischen Partyszenen und in den Gewaltdarstellungen. Roger Ebert bestätigt: „[Meyer] machte sehr deutlich, dass das Schlüsselwort ‚beyond‘ war. Dolls sollte eine Satire auf einen Exploitation-Film werden, in der auf eben jenes Genre ein Großangriff gestartet werden sollte“. Um diesen Effekt vollends wirksam werden zu lassen, habe Meyer seine Darsteller über den satirischen Charakter des Werks im Unklaren gelassen, wie Frasier und McDonough anmerken. Lediglich Lazar und Blodgett hätten Meyers Absichten von Anfang an verstanden.
Neben der parodistischen Verwertung von filmischen Vorgängern (Ebert sieht die Szenen in einem Fotostudio als direkte Referenz an Blow Up) dienten reale Personen als biografische Blaupausen der überzeichneten Filmfiguren. So kann der Popmusikproduzent Phil Spector als Vorbild für die Figur des Z-Man gesehen werden; der Boxer Randy Black trägt Züge von Muhammad Ali. Diese parodierenden Übernahmen aus der populärkulturellen Realität trägt Meyer bis auf eine Metaebene, als er im Film die Enthauptung von Lance mit dem berühmten Audio-Logo der Fox-Fanfare unterlegt.

#### Elemente der Seifenoper
Meyer bediente sich in seiner Figurenzeichnung und Handlungsführung der Mechanismen der Seifenoper. Schicksalhafte, bisweilen absurde Wendungen – etwa die Querschnittlähmung und spätere Spontanheilung von Harris – erwecken das Interesse des Zuschauers, nur um am Ende wieder zu einem Status quo zurückzuführen. Meyer äußerte sich gegenüber der Zeitschrift Image, Beyond the Valley of the Dolls sei „ein großer, derber Camp-Film über das Leben heutiger junger Leute. Wir versetzen unsere Charaktere in alle möglichen Arten von übertriebenen Situationen: Ehebruch, Vergewaltigung, Mord, Untreue, Eifersucht und Selbstmord. Die Figuren sind flamboyante Typen, ganz in Schwarz und Weiß gezeichnet. Dann, in der wahren Tradition der Seifenoper, lassen wir sie wieder auferstehen, diese gefallenen Engel, und stellen sie zurück auf ihre Piedestale.“
Auch Ebert bestätigt, dass diese Elemente Teil einer Strategie waren, ein Publikum junger Erwachsener unter 30 Jahren anzusprechen und beschreibt die angestrebte Mischung so: „Es musste Musik vorkommen, Mod-Klamotten, farbige Protagonisten, Gewalt, romantische Liebe, Seifenoper-Situationen, Intrigen im Hinterzimmer, fantastische Drehorte, Lesben, Orgien und (unter Umständen) ein Ende, das alles zusammenbringt.“